# Séries éliminatoires de la Coupe Stanley 2007
Année précédente Année suivante
Les séries éliminatoires de la Coupe Stanley 2007 font suite à la saison 2006-2007 de la Ligue nationale de hockey et débutent le 11 avril 2007 pour se terminer le 6 juin 2007 à l'issue du 5e match de la finale de la Coupe Stanley. Les Ducks d'Anaheim remportent la première Coupe Stanley de leur histoire après avoir battu en finale les Sénateurs d'Ottawa sur le score de 4 matchs à 1.

## Tableau
Les huit premiers de la saison régulière dans chaque association sont qualifiés pour les séries éliminatoires ; l'équipe la mieux classée est opposée à la moins bien classée, la deuxième à la septième, la troisième à la sixième et la quatrième à la cinquième. Toutes les séries sont jouées au meilleur des sept matchs. Les deux premiers matchs sont joués chez l'équipe la mieux classées à l'issue de la saison puis les deux suivants sont joués chez l'autre équipe. Si une cinquième, une sixième voire une septième rencontre sont nécessaires, elles sont jouées alternativement chez les deux équipes en commençant par la mieux classée.
Lors du deuxième tour des séries, les quatre équipes restantes dans chaque association sont opposées suivant le même principe : la meilleure est opposée à la moins bonne et les deux autres se rencontrent, toujours en jouant les deux premiers matchs chez la mieux classée.
|  | Quarts de finale d’Association | Quarts de finale d’Association | Quarts de finale d’Association |   |                        | Demi-finales d’Association | Demi-finales d’Association | Demi-finales d’Association |  |   | Finale d’Association | Finale d’Association | Finale d’Association |  |   | Finale de la Coupe Stanley | Finale de la Coupe Stanley | Finale de la Coupe Stanley |
|  |                                |                                |                                |   |                        |                            |                            |                            |  |   |                      |                      |                      |  |   |                            |                            |                            |
|  | 1                              | Sabres de Buffalo              | 4                              |   |                        |                            |                            |                            |  |   |                      |                      |                      |  |   |                            |                            |                            |
|  | 8                              | Islanders de New York          | 1                              |   |                        |                            |                            |                            |  |   |                      |                      |                      |  |   |                            |                            |                            |
|  | 8                              | Islanders de New York          | 1                              |   | 1                      | Sabres de Buffalo          | 4                          |                            |  |   |                      |                      |                      |  |   |                            |                            |                            |
|  |                                |                                |                                |   | 1                      | Sabres de Buffalo          | 4                          |                            |  |   |                      |                      |                      |  |   |                            |                            |                            |
|  |                                | 6                              | Rangers de New York            | 2 |                        |                            |                            |                            |  |   |                      |                      |                      |  |   |                            |                            |                            |
|  | 3                              | 6                              | Rangers de New York            | 2 | Thrashers d'Atlanta    | 0                          |                            |                            |  |   |                      |                      |                      |  |   |                            |                            |                            |
|  | 3                              |                                |                                |   | Thrashers d'Atlanta    | 0                          |                            |                            |  |   |                      |                      |                      |  |   |                            |                            |                            |
|  | 6                              | Rangers de New York            | 4                              |   |                        |                            |                            |                            |  |   |                      |                      |                      |  |   |                            |                            |                            |
|  | 6                              | Rangers de New York            | 4                              |   |                        |                            |                            |                            |  | 1 | Sabres de Buffalo    | 1                    |                      |  |   |                            |                            |                            |
|  | Association de l'Est           |                                |                                |   |                        |                            |                            |                            |  | 1 | Sabres de Buffalo    | 1                    |                      |  |   |                            |                            |                            |
|  |                                | 4                              | Sénateurs d'Ottawa             | 4 |                        |                            |                            |                            |  |   |                      |                      |                      |  |   |                            |                            |                            |
|  | 2                              | 4                              | Sénateurs d'Ottawa             | 4 | Devils du New Jersey   | 4                          |                            |                            |  |   |                      |                      |                      |  |   |                            |                            |                            |
|  | 2                              |                                |                                |   | Devils du New Jersey   | 4                          |                            |                            |  |   |                      |                      |                      |  |   |                            |                            |                            |
|  | 7                              | Lightning de Tampa Bay         | 2                              |   |                        |                            |                            |                            |  |   |                      |                      |                      |  |   |                            |                            |                            |
|  | 7                              | Lightning de Tampa Bay         | 2                              |   | 2                      | Devils du New Jersey       | 1                          |                            |  |   |                      |                      |                      |  |   |                            |                            |                            |
|  |                                |                                |                                |   | 2                      | Devils du New Jersey       | 1                          |                            |  |   |                      |                      |                      |  |   |                            |                            |                            |
|  |                                | 4                              | Sénateurs d'Ottawa             | 4 |                        |                            |                            |                            |  |   |                      |                      |                      |  |   |                            |                            |                            |
|  | 4                              | 4                              | Sénateurs d'Ottawa             | 4 | Sénateurs d'Ottawa     | 4                          |                            |                            |  |   |                      |                      |                      |  |   |                            |                            |                            |
|  | 4                              |                                |                                |   | Sénateurs d'Ottawa     | 4                          |                            |                            |  |   |                      |                      |                      |  |   |                            |                            |                            |
|  | 5                              | Penguins de Pittsburgh         | 1                              |   |                        |                            |                            |                            |  |   |                      |                      |                      |  |   |                            |                            |                            |
|  | 5                              | Penguins de Pittsburgh         | 1                              |   |                        |                            |                            |                            |  |   |                      |                      |                      |  | 4 | Sénateurs d'Ottawa         | 1                          |                            |
|  |                                |                                |                                |   |                        |                            |                            |                            |  |   |                      |                      |                      |  | 4 | Sénateurs d'Ottawa         | 1                          |                            |
|  |                                | 2                              | Ducks d'Anaheim                | 4 |                        |                            |                            |                            |  |   |                      |                      |                      |  |   |                            |                            |                            |
|  | 1                              | 2                              | Ducks d'Anaheim                | 4 | Red Wings de Détroit   | 4                          |                            |                            |  |   |                      |                      |                      |  |   |                            |                            |                            |
|  | 1                              |                                |                                |   | Red Wings de Détroit   | 4                          |                            |                            |  |   |                      |                      |                      |  |   |                            |                            |                            |
|  | 8                              | Flames de Calgary              | 2                              |   |                        |                            |                            |                            |  |   |                      |                      |                      |  |   |                            |                            |                            |
|  | 8                              | Flames de Calgary              | 2                              |   | 1                      | Red Wings de Détroit       | 4                          |                            |  |   |                      |                      |                      |  |   |                            |                            |                            |
|  |                                |                                |                                |   | 1                      | Red Wings de Détroit       | 4                          |                            |  |   |                      |                      |                      |  |   |                            |                            |                            |
|  |                                | 5                              | Sharks de San José             | 2 |                        |                            |                            |                            |  |   |                      |                      |                      |  |   |                            |                            |                            |
|  | 4                              | 5                              | Sharks de San José             | 2 | Predators de Nashville | 1                          |                            |                            |  |   |                      |                      |                      |  |   |                            |                            |                            |
|  | 4                              |                                |                                |   | Predators de Nashville | 1                          |                            |                            |  |   |                      |                      |                      |  |   |                            |                            |                            |
|  | 5                              | Sharks de San José             | 4                              |   |                        |                            |                            |                            |  |   |                      |                      |                      |  |   |                            |                            |                            |
|  | 5                              | Sharks de San José             | 4                              |   |                        |                            |                            |                            |  | 1 | Red Wings de Détroit | 2                    |                      |  |   |                            |                            |                            |
|  | Association de l'Ouest         |                                |                                |   |                        |                            |                            |                            |  | 1 | Red Wings de Détroit | 2                    |                      |  |   |                            |                            |                            |
|  |                                | 2                              | Ducks d'Anaheim                | 4 |                        |                            |                            |                            |  |   |                      |                      |                      |  |   |                            |                            |                            |
|  | 2                              | 2                              | Ducks d'Anaheim                | 4 | Ducks d'Anaheim        | 4                          |                            |                            |  |   |                      |                      |                      |  |   |                            |                            |                            |
|  | 2                              |                                |                                |   | Ducks d'Anaheim        | 4                          |                            |                            |  |   |                      |                      |                      |  |   |                            |                            |                            |
|  | 7                              | Wild du Minnesota              | 1                              |   |                        |                            |                            |                            |  |   |                      |                      |                      |  |   |                            |                            |                            |
|  | 7                              | Wild du Minnesota              | 1                              |   | 2                      | Ducks d'Anaheim            | 4                          |                            |  |   |                      |                      |                      |  |   |                            |                            |                            |
|  |                                |                                |                                |   | 2                      | Ducks d'Anaheim            | 4                          |                            |  |   |                      |                      |                      |  |   |                            |                            |                            |
|  |                                | 3                              | Canucks de Vancouver           | 1 |                        |                            |                            |                            |  |   |                      |                      |                      |  |   |                            |                            |                            |
|  | 3                              | 3                              | Canucks de Vancouver           | 1 | Canucks de Vancouver   | 4                          |                            |                            |  |   |                      |                      |                      |  |   |                            |                            |                            |
|  | 3                              |                                |                                |   | Canucks de Vancouver   | 4                          |                            |                            |  |   |                      |                      |                      |  |   |                            |                            |                            |
|  | 6                              | Stars de Dallas                | 3                              |   |                        |                            |                            |                            |  |   |                      |                      |                      |  |   |                            |                            |                            |

## Quarts de finale d'Associations

### Buffalo contre Islanders de New York
| 12 avril | Sabres de Buffalo | 4-1 (1-0, 1-1, 2-0) | Islanders de New York | HSBC Arena 18 690 spectateurs |

| Feuille de match | Feuille de match | Feuille de match    | Feuille de match                        | Feuille de match                                             |
| ---------------- | --- | ------------------- | --------------------------------------- | ------------------------------------------------------------ |
|                  | Campbell (Connolly, Mair) — 9 min 30 s Drury (Campbell, Zubrus) — 31 min 13 s (SN) Drury (Zubrus, Numminen) — 41 min 8 s Campbell (Brière, Zubrus) — 56 min 35 s (SN) | 1-0 1-1 2-1 3-1 4-1 | Asham (Blake, Robitaille) — 26 min 58 s | Arbitrage : Wes McCauley, Brad Watson Derek Amell, Tim Nowak |
| Miller           | Gardiens | Dubielewicz         |                                         | Arbitrage : Wes McCauley, Brad Watson Derek Amell, Tim Nowak |
| 12 min           | Pénalités | 18 min              |                                         | Arbitrage : Wes McCauley, Brad Watson Derek Amell, Tim Nowak |
| 35               | Tirs | 21                  |                                         | Arbitrage : Wes McCauley, Brad Watson Derek Amell, Tim Nowak |

| 14 avril | Sabres de Buffalo | 2-3 | Islanders de New York |  |

| Feuille de match | Feuille de match | Feuille de match | Feuille de match        | Feuille de match |
| ---------------- | ---------------- | ---------------- | ----------------------- | ---------------- |
|                  | Lydman Kalinine  |                  | Hunter Gervais Bergeron |                  |
|                  |                  |                  |                         |                  |
|                  |                  |                  |                         |                  |
|                  |                  |                  |                         |                  |

| 16 avril | Islanders de New York | 2-3 | Sabres de Buffalo |  |

| Feuille de match | Feuille de match | Feuille de match | Feuille de match  | Feuille de match |
| ---------------- | ---------------- | ---------------- | ----------------- | ---------------- |
|                  | Hunter Smyth     |                  | Mair Vanek Brière |                  |
|                  |                  |                  |                   |                  |
|                  |                  |                  |                   |                  |
|                  |                  |                  |                   |                  |

| 18 avril | Islanders de New York | 2-4 | Sabres de Buffalo |  |

| Feuille de match | Feuille de match | Feuille de match | Feuille de match       | Feuille de match |
| ---------------- | ---------------- | ---------------- | ---------------------- | ---------------- |
|                  | Blake Sillinger  |                  | Vanek Drury Pominville |                  |
|                  |                  |                  |                        |                  |
|                  |                  |                  |                        |                  |
|                  |                  |                  |                        |                  |

| 20 avril | Sabres de Buffalo | 4-3 | Islanders de New York |  |

| Feuille de match | Feuille de match                   | Feuille de match | Feuille de match     | Feuille de match |
| ---------------- | ---------------------------------- | ---------------- | -------------------- | ---------------- |
|                  | Stafford Pominville Roy Afinogenov |                  | Šatan Hunter Campoli |                  |
|                  |                                    |                  |                      |                  |
|                  |                                    |                  |                      |                  |
|                  |                                    |                  |                      |                  |

### New Jersey contre Tampa Bay
| 12 avril | Devils du New Jersey | 5-3 | Lightning de Tampa Bay |  |

| Feuille de match | Feuille de match                    | Feuille de match | Feuille de match       | Feuille de match |
| ---------------- | ----------------------------------- | ---------------- | ---------------------- | ---------------- |
|                  | Parisé Eliáš Rafalski Parisé Gionta |                  | Saint-Louis Lecavalier |                  |
|                  |                                     |                  |                        |                  |
|                  |                                     |                  |                        |                  |
|                  |                                     |                  |                        |                  |

| 14 avril | Devils du New Jersey | 2-3 | Lightning de Tampa Bay |  |

| Feuille de match | Feuille de match     | Feuille de match | Feuille de match            | Feuille de match |
| ---------------- | -------------------- | ---------------- | --------------------------- | ---------------- |
|                  | Parisé Langenbrunner |                  | Kuba Saint-Louis Lecavalier |                  |
|                  |                      |                  |                             |                  |
|                  |                      |                  |                             |                  |
|                  |                      |                  |                             |                  |

| 16 avril | Lightning de Tampa Bay | 3-2 | Devils du New Jersey |  |

| Feuille de match | Feuille de match            | Feuille de match | Feuille de match | Feuille de match |
| ---------------- | --------------------------- | ---------------- | ---------------- | ---------------- |
|                  | Lecavalier Richards Prospal |                  | Madden Parisé    |                  |
|                  |                             |                  |                  |                  |
|                  |                             |                  |                  |                  |
|                  |                             |                  |                  |                  |

| 18 avril | Lightning de Tampa Bay | 3-4 (pr) | Devils du New Jersey |  |

| Feuille de match | Feuille de match              | Feuille de match | Feuille de match    | Feuille de match |
| ---------------- | ----------------------------- | ---------------- | ------------------- | ---------------- |
|                  | Perrin Saint-Louis Lecavalier |                  | Gionta Parisé Gomez |                  |
|                  |                               |                  |                     |                  |
|                  |                               |                  |                     |                  |
|                  |                               |                  |                     |                  |

| 20 avril | Devils du New Jersey | 3-0 | Lightning de Tampa Bay |  |

| Feuille de match | Feuille de match    | Feuille de match | Feuille de match | Feuille de match |
| ---------------- | ------------------- | ---------------- | ---------------- | ---------------- |
|                  | Greene Gionta Gomez | 1-0 2-0 3-0      |                  |                  |
| Brodeur          | Gardiens            |                  |                  |                  |
|                  |                     |                  |                  |                  |
|                  |                     |                  |                  |                  |

| 22 avril | Lightning de Tampa Bay | 2-3 | Devils du New Jersey |  |

| Feuille de match | Feuille de match  | Feuille de match | Feuille de match       | Feuille de match |
| ---------------- | ----------------- | ---------------- | ---------------------- | ---------------- |
|                  | Richards Richards |                  | Gionta Rafalski Gionta |                  |
|                  |                   |                  |                        |                  |
|                  |                   |                  |                        |                  |
|                  |                   |                  |                        |                  |

### Atlanta contre Rangers de New York
| 12 avril | Thrashers d'Atlanta | 3-4 | Rangers de New York |  |

| Feuille de match | Feuille de match      | Feuille de match | Feuille de match             | Feuille de match |
| ---------------- | --------------------- | ---------------- | ---------------------------- | ---------------- |
|                  | Bélanger Hnidy Dupuis |                  | Jágr Rozsíval Hossa Nylander |                  |
|                  |                       |                  |                              |                  |
|                  |                       |                  |                              |                  |
|                  |                       |                  |                              |                  |

| 14 avril | Thrashers d'Atlanta | 1-2 | Rangers de New York |  |

| Feuille de match | Feuille de match | Feuille de match | Feuille de match | Feuille de match |
| ---------------- | ---------------- | ---------------- | ---------------- | ---------------- |
|                  | Kovaltchouk      |                  | Avery Shanahan   |                  |
|                  |                  |                  |                  |                  |
|                  |                  |                  |                  |                  |
|                  |                  |                  |                  |                  |

| 17 avril | Rangers de New York | 7-0 | Thrashers d'Atlanta |  |

| Feuille de match | Feuille de match                                   | Feuille de match            | Feuille de match | Feuille de match |
| ---------------- | -------------------------------------------------- | --------------------------- | ---------------- | ---------------- |
|                  | Nylander Malík Callahan Callahan Shanahan Nylander | 1-0 2-0 3-0 4-0 5-0 6-0 7-0 |                  |                  |
|                  |                                                    |                             |                  |                  |
|                  |                                                    |                             |                  |                  |
|                  |                                                    |                             |                  |                  |

| 18 avril | Rangers de New York | 4-2 | Thrashers d'Atlanta |  |

| Feuille de match | Feuille de match              | Feuille de match | Feuille de match | Feuille de match |
| ---------------- | ----------------------------- | ---------------- | ---------------- | ---------------- |
|                  | Rozsíval Shanahan Cullen Jágr |                  | Tkachuk de Vries |                  |
|                  |                               |                  |                  |                  |
|                  |                               |                  |                  |                  |
|                  |                               |                  |                  |                  |

### Ottawa contre Pittsburgh
| 11 avril | Sénateurs d'Ottawa | 6-3 (2-0, 1-1, 3-1) | Penguins de Pittsburgh | Place Banque Scotia 19 611 spectateurs |

| Feuille de match | Feuille de match | Feuille de match                          | Feuille de match | Feuille de match                                                 |
| ---------------- | --- | ----------------------------------------- | --- | ---------------------------------------------------------------- |
|                  | Meszároš (Fisher, Schaefer) — 1 min 37 s Kelly (Corvo, Neil) — 6 min 38 s Preissing (Spezza, Corvo) — 34 min 38 s (SN) - Heatley (Alfredsson, Voltchenkov) — 40 min 9 s (SN) Neil (Redden) — 45 min 39 s Comrie (Schaefer, Voltchenkov) — 48 min 22 s - - | 1-0 2-0 3-0 3-1 4-1 5-1 6-1 6-2 6-3       | - Staal (Talbot, Whitney) — 36 min 58 s - Gontchar (Malkine, Recchi) — 52 min 42 s Crosby (Gontchar, Recchi) — 59 min 11 s | Arbitrage : Paul Devorski, Dan O’Rourke Steve Barton, Jean Morin |
| Emery            | Gardiens | Fleury (50 min 28 s) Thibault (8 min 2 s) | | Arbitrage : Paul Devorski, Dan O’Rourke Steve Barton, Jean Morin |
| 26 min           | Pénalités | 18 min                                    | | Arbitrage : Paul Devorski, Dan O’Rourke Steve Barton, Jean Morin |
| 37               | Tirs | 26                                        | | Arbitrage : Paul Devorski, Dan O’Rourke Steve Barton, Jean Morin |

| 14 avril | Sénateurs d'Ottawa | 3-4 (0-1, 2-0, 1-3) | Penguins de Pittsburgh | Place Banque Scotia 20 133 spectateurs |

| Feuille de match | Feuille de match | Feuille de match            | Feuille de match | Feuille de match                                                      |
| ---------------- | --- | --------------------------- | --- | --------------------------------------------------------------------- |
|                  | - Spezza (Alfredsson, Voltchenkov) — 28 min 28 s Alfredsson (Heatley, Spezza) — 36 min 44 s (SN) - Kelly (McAmmond, Meszároš) — 46 min 18 s - - | 0-1 1-1 2-1 2-2 3-2 3-3 3-4 | Whitney (Gontchar, Crosby) — 3 min 1 s - Roberts (Gontchar, Malkine) — 42 min 4 s (SN) - Staal (Ouellet, Roberts) — 49 min 34 s Crosby (Recchi, Malkine) — 51 min 44 s | Arbitrage : Dave Jackson, Mick McGeough Brad Lazarowich, Derek Nansen |
| Emery            | Gardiens | Fleury                      | | Arbitrage : Dave Jackson, Mick McGeough Brad Lazarowich, Derek Nansen |
| 13 min           | Pénalités | 25 min                      | | Arbitrage : Dave Jackson, Mick McGeough Brad Lazarowich, Derek Nansen |
| 37               | Tirs | 21                          | | Arbitrage : Dave Jackson, Mick McGeough Brad Lazarowich, Derek Nansen |

| 15 avril | Penguins de Pittsburgh | 2-4 (1-1, 0-3, 1-0) | Sénateurs d'Ottawa | Mellon Arena 17 132 spectateurs |

| Feuille de match | Feuille de match                                                            | Feuille de match        | Feuille de match | Feuille de match                                                  |
| ---------------- | --------------------------------------------------------------------------- | ----------------------- | --- | ----------------------------------------------------------------- |
|                  | Roberts (Crosby, Armstrong) — 52 s - Crosby (Malkine, Recchi) — 54 min 40 s | 1-0 1-1 1-2 1-3 1-4 2-4 | - McAmmond (Preissing, Eaves) — 18 min 4 s Comrie (Fisher, Corvo) — 22 min 13 s Alfredsson (Redden, Heatley) — 27 min 20 s (SN) Alfredsson (McAmmond, Emery) — 37 min 12 s - | Arbitrage : Tim Peel, Don Van Massenhoven Mike Cvik, Brian Murphy |
| Fleury           | Gardiens                                                                    | Emery                   | | Arbitrage : Tim Peel, Don Van Massenhoven Mike Cvik, Brian Murphy |
| 19 min           | Pénalités                                                                   | 21 min                  | | Arbitrage : Tim Peel, Don Van Massenhoven Mike Cvik, Brian Murphy |
| 19               | Tirs                                                                        | 25                      | | Arbitrage : Tim Peel, Don Van Massenhoven Mike Cvik, Brian Murphy |

| 17 avril | Penguins de Pittsburgh | 1-2 (0-1, 1-0, 0-1) | Sénateurs d'Ottawa | Mellon Arena 17 132 spectateurs |

| Feuille de match | Feuille de match                          | Feuille de match | Feuille de match                                                                        | Feuille de match                                                    |
| ---------------- | ----------------------------------------- | ---------------- | --------------------------------------------------------------------------------------- | ------------------------------------------------------------------- |
|                  | - Staal (Roberts, Ouellet) — 28 min 8 s - | 0-1 1-1 2-1      | Spezza (Redden, Corvo) — 3 min 25 s (SN) - Voltchenkov (Comrie, Schaefer) — 49 min 12 s | Arbitrage : Dan Marouelli, Kelly Sutherland Mike Cvik, Brian Murphy |
| Fleury           | Gardiens                                  | Emery            |                                                                                         | Arbitrage : Dan Marouelli, Kelly Sutherland Mike Cvik, Brian Murphy |
| 6 min            | Pénalités                                 | 10 min           |                                                                                         | Arbitrage : Dan Marouelli, Kelly Sutherland Mike Cvik, Brian Murphy |
| 24               | Tirs                                      | 26               |                                                                                         | Arbitrage : Dan Marouelli, Kelly Sutherland Mike Cvik, Brian Murphy |

| 19 avril | Sénateurs d'Ottawa | 3-0 (0-0, 3-0, 0-0) | Penguins de Pittsburgh | Place Banque Scotia 20 179 spectateurs |

| Feuille de match | Feuille de match | Feuille de match | Feuille de match | Feuille de match                                                   |
| ---------------- | --- | ---------------- | ---------------- | ------------------------------------------------------------------ |
|                  | Heatley (Alfredsson, Preissing) — 21 min 8 s (SN) Vermette (Kelly) — 26 min 20 s Kelly (Neil, Vermette) — 37 min 55 s | 1-0 2-0 3-0      | -                | Arbitrage : Eric Furlatt, Bill McCreary Greg Devorski, Thor Nelson |
| Emery            | Gardiens | Fleury           |                  | Arbitrage : Eric Furlatt, Bill McCreary Greg Devorski, Thor Nelson |
| 26 min           | Pénalités | 20 min           |                  | Arbitrage : Eric Furlatt, Bill McCreary Greg Devorski, Thor Nelson |
| 16               | Tirs | 10               |                  | Arbitrage : Eric Furlatt, Bill McCreary Greg Devorski, Thor Nelson |

### Détroit contre Calgary
| 12 avril | Red Wings de Détroit | 4-1 | Flames de Calgary |  |

| Feuille de match | Feuille de match                     | Feuille de match | Feuille de match | Feuille de match |
| ---------------- | ------------------------------------ | ---------------- | ---------------- | ---------------- |
|                  | Filppula Lidström Datsiouk Schneider |                  | Tanguay          |                  |
|                  |                                      |                  |                  |                  |
|                  |                                      |                  |                  |                  |
|                  |                                      |                  |                  |                  |

| 15 avril | Red Wings de Détroit | 3-1 | Flames de Calgary |  |

| Feuille de match | Feuille de match          | Feuille de match | Feuille de match | Feuille de match |
| ---------------- | ------------------------- | ---------------- | ---------------- | ---------------- |
|                  | Datsyuk Lidström Filppula |                  | Phaneuf          |                  |
|                  |                           |                  |                  |                  |
|                  |                           |                  |                  |                  |
|                  |                           |                  |                  |                  |

| 17 avril | Flames de Calgary | 3-2 | Red Wings de Détroit |  |

| Feuille de match | Feuille de match         | Feuille de match | Feuille de match | Feuille de match |
| ---------------- | ------------------------ | ---------------- | ---------------- | ---------------- |
|                  | Lombardi Giordano Iginla |                  | Draper Draper    |                  |
|                  |                          |                  |                  |                  |
|                  |                          |                  |                  |                  |
|                  |                          |                  |                  |                  |

| 19 avril | Flames de Calgary | 3-2 | Red Wings de Détroit |  |

| Feuille de match | Feuille de match       | Feuille de match | Feuille de match | Feuille de match |
| ---------------- | ---------------------- | ---------------- | ---------------- | ---------------- |
|                  | Langkow Conroy Langkow |                  | Bertuzzi Franzén |                  |
|                  |                        |                  |                  |                  |
|                  |                        |                  |                  |                  |
|                  |                        |                  |                  |                  |

| 21 avril | Red Wings de Détroit | 5-1 | Flames de Calgary |  |

| Feuille de match | Feuille de match                              | Feuille de match | Feuille de match | Feuille de match |
| ---------------- | --------------------------------------------- | ---------------- | ---------------- | ---------------- |
|                  | Cleary Zetterberg Chelios Zetterberg Datsiouk |                  | Ziouzine         |                  |
|                  |                                               |                  |                  |                  |
|                  |                                               |                  |                  |                  |
|                  |                                               |                  |                  |                  |

| 22 avril | Flames de Calgary | 1-2 (2 pr) | Red Wings de Détroit |  |

| Feuille de match | Feuille de match | Feuille de match | Feuille de match | Feuille de match |
| ---------------- | ---------------- | ---------------- | ---------------- | ---------------- |
|                  | Iginla           |                  | Lang Franzén     |                  |
|                  |                  |                  |                  |                  |
|                  |                  |                  |                  |                  |
|                  |                  |                  |                  |                  |

### Anaheim contre Minnesota
| 11 avril | Ducks d'Anaheim | 2-1 (0-0, 1-1, 1-0) | Wild du Minnesota | Honda Center 17 180 spectateurs |

| Feuille de match | Feuille de match                                                           | Feuille de match | Feuille de match                         | Feuille de match                                                       |
| ---------------- | -------------------------------------------------------------------------- | ---------------- | ---------------------------------------- | ---------------------------------------------------------------------- |
|                  | - Selänne (Beauchemin) — 29 min 52 s Penner (Perry, Getzlaf) — 54 min 40 s | 0-1 1-1 2-1      | Demitra (Foster, Gáborík) — 26 min 1 s - | Arbitrage : Mike Hasenfratz, Dan O'Halloran Steve Miller, Dan Schachte |
| Bryzgalov        | Gardiens                                                                   | Bäckström        |                                          | Arbitrage : Mike Hasenfratz, Dan O'Halloran Steve Miller, Dan Schachte |
| 10 min           | Pénalités                                                                  | 8 min            |                                          | Arbitrage : Mike Hasenfratz, Dan O'Halloran Steve Miller, Dan Schachte |
| 34               | Tirs                                                                       | 25               |                                          | Arbitrage : Mike Hasenfratz, Dan O'Halloran Steve Miller, Dan Schachte |

| 13 avril | Ducks d'Anaheim | 3-2 (1-0, 2-1, 0-1) | Wild du Minnesota | Honda Center 17 324 spectateurs |

| Feuille de match | Feuille de match | Feuille de match    | Feuille de match                                                       | Feuille de match                                                   |
| ---------------- | --- | ------------------- | ---------------------------------------------------------------------- | ------------------------------------------------------------------ |
|                  | Beauchemin (Påhlsson, Moen) — 13 min 19 s (SN) - Beauchemin (Getzlaf, Selänne) — 36 min 17 s (SN) Getzlaf (Moen, Pronger) — 38 min 43 s (IN) - | 1-0 1-1 2-1 3-1 3-2 | - Gáborík (Demitra, Foster) — 23 min 33 s - Koivu (Burns) — 55 min 4 s | Arbitrage : Eric Furlatt, Bill McCreary Steve Miller, Dan Schachte |
| Bryzgalov        | Gardiens | Bäckström           |                                                                        | Arbitrage : Eric Furlatt, Bill McCreary Steve Miller, Dan Schachte |
| 29 min           | Pénalités | 33 min              |                                                                        | Arbitrage : Eric Furlatt, Bill McCreary Steve Miller, Dan Schachte |
| 25               | Tirs | 32                  |                                                                        | Arbitrage : Eric Furlatt, Bill McCreary Steve Miller, Dan Schachte |

| 15 avril | Wild du Minnesota | 1-2 (0-1, 0-0, 1-1) | Ducks d'Anaheim | Xcel Energy Center 19 224 spectateurs |

| Feuille de match | Feuille de match                         | Feuille de match | Feuille de match                                                              | Feuille de match                                                     |
| ---------------- | ---------------------------------------- | ---------------- | ----------------------------------------------------------------------------- | -------------------------------------------------------------------- |
|                  | - Nummelin (Bouchard) — 59 min 21 s (SN) | 0-1 0-2 1-2      | McDonald (Pronger) — 16 min 5 s (SN) R. Niedermayer (Pronger) — 49 min 43 s - | Arbitrage : Wes McCauley, Brad Watson Lonnie Cameron, Pierre Racicot |
| Bäckström        | Gardiens                                 | Bryzgalov        |                                                                               | Arbitrage : Wes McCauley, Brad Watson Lonnie Cameron, Pierre Racicot |
| 12 min           | Pénalités                                | 16 min           |                                                                               | Arbitrage : Wes McCauley, Brad Watson Lonnie Cameron, Pierre Racicot |
| 20               | Tirs                                     | 19               |                                                                               | Arbitrage : Wes McCauley, Brad Watson Lonnie Cameron, Pierre Racicot |

| 17 avril | Wild du Minnesota | 4-1 (0-0, 1-1, 3-0) | Ducks d'Anaheim | Xcel Energy Center 19 174 spectateurs |

| Feuille de match | Feuille de match | Feuille de match                             | Feuille de match                                      | Feuille de match                                                       |
| ---------------- | --- | -------------------------------------------- | ----------------------------------------------------- | ---------------------------------------------------------------------- |
|                  | - Bouchard (Boogaard, Schultz) — 38 min 3 s Gáborík (Rolston, Demitra) — 43 min 23 s (SN) Rolston (Demitra) — 49 min 27 s Parrish (Nummelin) — 50 min 44 s | 0-1 1-1 2-1 3-1 4-1                          | Pronger (Getzlaf, S. Niedermayer) — 26 min 8 s (SN) - | Arbitrage : Paul Devorski, Dan O'Rourke Lonnie Cameron, Pierre Racicot |
| Bäckström        | Gardiens | Bryzgalov (50 min 44 s) Giguère (9 min 15 s) |                                                       | Arbitrage : Paul Devorski, Dan O'Rourke Lonnie Cameron, Pierre Racicot |
| 20 min           | Pénalités | 52 min                                       |                                                       | Arbitrage : Paul Devorski, Dan O'Rourke Lonnie Cameron, Pierre Racicot |
| 40               | Tirs | 29                                           |                                                       | Arbitrage : Paul Devorski, Dan O'Rourke Lonnie Cameron, Pierre Racicot |

| 19 avril | Ducks d'Anaheim | 4-1 (1-0, 1-1, 2-0) | Wild du Minnesota | Honda Center 17 318 spectateurs |

| Feuille de match | Feuille de match | Feuille de match    | Feuille de match                                 | Feuille de match                                                          |
| ---------------- | --- | ------------------- | ------------------------------------------------ | ------------------------------------------------------------------------- |
|                  | Pronger (Påhlsson) — 1 min 2 s - Getzlaf (Penner, S. Niedermayer) — 36 min 29 s (SN) Perry (Penner, Pronger) — 50 min 29 s Moen (S. Niedermayer, Påhlsson) — 59 min 3 s | 1-0 1-1 2-1 3-1 4-1 | - Gáborík (Walz, Bäckström) — 35 min 42 s (SN) - | Arbitrage : Dan Marouelli, Kelly Sutherland Brad Lazarowich, Derek Nansen |
| Giguère          | Gardiens | Bäckström           |                                                  | Arbitrage : Dan Marouelli, Kelly Sutherland Brad Lazarowich, Derek Nansen |
| 12 min           | Pénalités | 10 min              |                                                  | Arbitrage : Dan Marouelli, Kelly Sutherland Brad Lazarowich, Derek Nansen |
| 39               | Tirs | 27                  |                                                  | Arbitrage : Dan Marouelli, Kelly Sutherland Brad Lazarowich, Derek Nansen |

### Vancouver contre Dallas
| 11 avril | Canucks de Vancouver | 5-4 (4 pr) | Stars de Dallas |  |

| Feuille de match | Feuille de match                           | Feuille de match | Feuille de match           | Feuille de match |
| ---------------- | ------------------------------------------ | ---------------- | -------------------------- | ---------------- |
|                  | D. Sedin Öhlund Näslund Smolinski H. Sedin |                  | Morrow Daley Mikkonen Nagy |                  |
|                  |                                            |                  |                            |                  |
|                  |                                            |                  |                            |                  |
|                  |                                            |                  |                            |                  |

| 13 avril | Canucks de Vancouver | 0-2 | Stars de Dallas |  |

| Feuille de match | Feuille de match | Feuille de match | Feuille de match     | Feuille de match |
| ---------------- | ---------------- | ---------------- | -------------------- | ---------------- |
|                  |                  | 0-1 0-2          | Halpern J. Lundqvist |                  |
|                  | Gardiens         | Turco            |                      |                  |
|                  |                  |                  |                      |                  |
|                  |                  |                  |                      |                  |

| 15 avril | Stars de Dallas | 1-2 (pr) | Canucks de Vancouver |  |

| Feuille de match | Feuille de match | Feuille de match | Feuille de match | Feuille de match |
| ---------------- | ---------------- | ---------------- | ---------------- | ---------------- |
|                  | Barnes           |                  | Bulis Pyatt      |                  |
|                  |                  |                  |                  |                  |
|                  |                  |                  |                  |                  |
|                  |                  |                  |                  |                  |

| 17 avril | Stars de Dallas | 1-2 | Canucks de Vancouver |  |

| Feuille de match | Feuille de match | Feuille de match | Feuille de match | Feuille de match |
| ---------------- | ---------------- | ---------------- | ---------------- | ---------------- |
|                  | Sydor            |                  | Öhlund Linden    |                  |
|                  |                  |                  |                  |                  |
|                  |                  |                  |                  |                  |
|                  |                  |                  |                  |                  |

| 19 avril | Canucks de Vancouver | 0-1 (pr) | Stars de Dallas |  |

| Feuille de match | Feuille de match | Feuille de match | Feuille de match | Feuille de match |
| ---------------- | ---------------- | ---------------- | ---------------- | ---------------- |
|                  |                  | 0-1              | Morrow           |                  |
|                  | Gardiens         | Turco            |                  |                  |
|                  |                  |                  |                  |                  |
|                  |                  |                  |                  |                  |

| 21 avril | Stars de Dallas | 2-0 | Canucks de Vancouver |  |

| Feuille de match | Feuille de match | Feuille de match | Feuille de match | Feuille de match |
| ---------------- | ---------------- | ---------------- | ---------------- | ---------------- |
|                  | Modano Halpern   | 1-0 2-0          |                  |                  |
| Turco            | Gardiens         |                  |                  |                  |
|                  |                  |                  |                  |                  |
|                  |                  |                  |                  |                  |

| 23 avril | Canucks de Vancouver | 4-1 | Stars de Dallas |  |

| Feuille de match | Feuille de match                | Feuille de match | Feuille de match | Feuille de match |
| ---------------- | ------------------------------- | ---------------- | ---------------- | ---------------- |
|                  | H. Sedin Linden Pyatt Smolinski |                  | J. Lundqvist     |                  |
|                  |                                 |                  |                  |                  |
|                  |                                 |                  |                  |                  |
|                  |                                 |                  |                  |                  |

### Nashville contre San José
| 11 avril | Predators de Nashville | 4-5 (2 pr) | Sharks de San José |  |

| Feuille de match | Feuille de match                | Feuille de match | Feuille de match                      | Feuille de match |
| ---------------- | ------------------------------- | ---------------- | ------------------------------------- | ---------------- |
|                  | Radoulov Dumont Radoulov Dumont |                  | Carle Grier Rivet Michalek Rissmiller |                  |
|                  |                                 |                  |                                       |                  |
|                  |                                 |                  |                                       |                  |
|                  |                                 |                  |                                       |                  |

| 14 avril | Predators de Nashville | 5-2 | Sharks de San José |  |

| Feuille de match | Feuille de match                  | Feuille de match | Feuille de match | Feuille de match |
| ---------------- | --------------------------------- | ---------------- | ---------------- | ---------------- |
|                  | Radoulov Forsberg Dumont Forsberg |                  | Rivet Clowe      |                  |
|                  |                                   |                  |                  |                  |
|                  |                                   |                  |                  |                  |
|                  |                                   |                  |                  |                  |

| 16 avril | Sharks de San José | 3-1 | Predators de Nashville |  |

| Feuille de match | Feuille de match       | Feuille de match | Feuille de match | Feuille de match |
| ---------------- | ---------------------- | ---------------- | ---------------- | ---------------- |
|                  | Michalek Clowe Marleau |                  | Suter            |                  |
|                  |                        |                  |                  |                  |
|                  |                        |                  |                  |                  |
|                  |                        |                  |                  |                  |

| 18 avril | Sharks de San José | 3-2 | Predators de Nashville |  |

| Feuille de match | Feuille de match           | Feuille de match | Feuille de match | Feuille de match |
| ---------------- | -------------------------- | ---------------- | ---------------- | ---------------- |
|                  | Michalek Pavelski Michalek |                  | Arnott Hartnell  |                  |
|                  |                            |                  |                  |                  |
|                  |                            |                  |                  |                  |
|                  |                            |                  |                  |                  |

| 20 avril | Predators de Nashville | 2-3 | Sharks de San José |  |

| Feuille de match | Feuille de match | Feuille de match | Feuille de match      | Feuille de match |
| ---------------- | ---------------- | ---------------- | --------------------- | ---------------- |
|                  | Arnott Fiddler   |                  | Clowe Marleau Marleau |                  |
|                  |                  |                  |                       |                  |
|                  |                  |                  |                       |                  |
|                  |                  |                  |                       |                  |

## Demi-finales d'Associations

### Buffalo contre Rangers de New York
| 25 avril | Sabres de Buffalo | 5-2 | Rangers de New York |  |

| Feuille de match | Feuille de match                        | Feuille de match | Feuille de match | Feuille de match |
| ---------------- | --------------------------------------- | ---------------- | ---------------- | ---------------- |
|                  | Vanek Kotalík Vanek Pominville Stafford |                  | Hossa Shanahan   |                  |
|                  |                                         |                  |                  |                  |
|                  |                                         |                  |                  |                  |
|                  |                                         |                  |                  |                  |

| 27 avril | Sabres de Buffalo | 3-2 | Rangers de New York |  |

| Feuille de match | Feuille de match     | Feuille de match | Feuille de match | Feuille de match |
| ---------------- | -------------------- | ---------------- | ---------------- | ---------------- |
|                  | Campbell Drury Vanek |                  | Straka Mara      |                  |
|                  |                      |                  |                  |                  |
|                  |                      |                  |                  |                  |
|                  |                      |                  |                  |                  |

| 29 avril | Rangers de New York | 2-1 (2 pr) | Sabres de Buffalo |  |

| Feuille de match | Feuille de match | Feuille de match | Feuille de match | Feuille de match |
| ---------------- | ---------------- | ---------------- | ---------------- | ---------------- |
|                  | Jágr Rozsíval    |                  | Brière           |                  |
|                  |                  |                  |                  |                  |
|                  |                  |                  |                  |                  |
|                  |                  |                  |                  |                  |

| 1er mai | Rangers de New York | 2-1 | Sabres de Buffalo |  |

| Feuille de match | Feuille de match | Feuille de match | Feuille de match | Feuille de match |
| ---------------- | ---------------- | ---------------- | ---------------- | ---------------- |
|                  | Jágr Shanahan    |                  | Kotalík          |                  |
|                  |                  |                  |                  |                  |
|                  |                  |                  |                  |                  |
|                  |                  |                  |                  |                  |

| 4 mai | Sabres de Buffalo | 2-1 (pr) | Rangers de New York |  |

| Feuille de match | Feuille de match | Feuille de match | Feuille de match | Feuille de match |
| ---------------- | ---------------- | ---------------- | ---------------- | ---------------- |
|                  | Drury Afinogenov |                  | Straka           |                  |
|                  |                  |                  |                  |                  |
|                  |                  |                  |                  |                  |
|                  |                  |                  |                  |                  |

| 6 mai | Rangers de New York | 4-5 | Sabres de Buffalo |  |

| Feuille de match | Feuille de match            | Feuille de match | Feuille de match                      | Feuille de match |
| ---------------- | --------------------------- | ---------------- | ------------------------------------- | ---------------- |
|                  | Nylander Mara Jágr Nylander |                  | Kalinine Pominville Hecht Drury Hecht |                  |
|                  |                             |                  |                                       |                  |
|                  |                             |                  |                                       |                  |
|                  |                             |                  |                                       |                  |

### New Jersey contre Ottawa
| 26 avril | Devils du New Jersey | 4-5 | Sénateurs d'Ottawa |  |

| Feuille de match | Feuille de match           | Feuille de match | Feuille de match                     | Feuille de match |
| ---------------- | -------------------------- | ---------------- | ------------------------------------ | ---------------- |
|                  | Zajac Gionta Greene Parisé |                  | Spezza Corvo McAmmond Heatley Redden |                  |
|                  |                            |                  |                                      |                  |
|                  |                            |                  |                                      |                  |
|                  |                            |                  |                                      |                  |

| 28 avril | Devils du New Jersey | 3-2 (2 pr) | Sénateurs d'Ottawa |  |

| Feuille de match | Feuille de match            | Feuille de match | Feuille de match   | Feuille de match |
| ---------------- | --------------------------- | ---------------- | ------------------ | ---------------- |
|                  | Gionta Brylin Langenbrunner |                  | Alfredsson Heatley |                  |
|                  |                             |                  |                    |                  |
|                  |                             |                  |                    |                  |
|                  |                             |                  |                    |                  |

| 30 avril | Sénateurs d'Ottawa | 2-0 | Devils du New Jersey |  |

| Feuille de match | Feuille de match | Feuille de match | Feuille de match | Feuille de match |
| ---------------- | ---------------- | ---------------- | ---------------- | ---------------- |
|                  | Preissing Spezza | 1-0 2-0          |                  |                  |
| Emery            | Gardiens         |                  |                  |                  |
|                  |                  |                  |                  |                  |
|                  |                  |                  |                  |                  |

| 2 mai | Sénateurs d'Ottawa | 3-2 | Devils du New Jersey |  |

| Feuille de match | Feuille de match          | Feuille de match | Feuille de match | Feuille de match |
| ---------------- | ------------------------- | ---------------- | ---------------- | ---------------- |
|                  | Alfredsson Heatley Fisher |                  | Gionta Pandolfo  |                  |
|                  |                           |                  |                  |                  |
|                  |                           |                  |                  |                  |
|                  |                           |                  |                  |                  |

| 5 mai | Devils du New Jersey | 2-3 | Sénateurs d'Ottawa |  |

| Feuille de match | Feuille de match | Feuille de match | Feuille de match           | Feuille de match |
| ---------------- | ---------------- | ---------------- | -------------------------- | ---------------- |
|                  | Gomez Gomez      |                  | Vermette Spezza Alfredsson |                  |
|                  |                  |                  |                            |                  |
|                  |                  |                  |                            |                  |
|                  |                  |                  |                            |                  |

### Détroit contre San José
| 26 avril | Red Wings de Détroit | 0-2 | Sharks de San José |  |

| Feuille de match | Feuille de match | Feuille de match | Feuille de match | Feuille de match |
| ---------------- | ---------------- | ---------------- | ---------------- | ---------------- |
|                  |                  | 0-1 0-2          | Carle Grier      |                  |
|                  | Gardiens         | Nabokov          |                  |                  |
|                  |                  |                  |                  |                  |
|                  |                  |                  |                  |                  |

| 28 avril | Red Wings de Détroit | 3-2 | Sharks de San José |  |

| Feuille de match | Feuille de match           | Feuille de match | Feuille de match  | Feuille de match |
| ---------------- | -------------------------- | ---------------- | ----------------- | ---------------- |
|                  | Zetterberg Cleary Datsiouk |                  | Cheechoo Thornton |                  |
|                  |                            |                  |                   |                  |
|                  |                            |                  |                   |                  |
|                  |                            |                  |                   |                  |

| 30 avril | Sharks de San José | 2-1 | Red Wings de Détroit |  |

| Feuille de match | Feuille de match | Feuille de match | Feuille de match | Feuille de match |
| ---------------- | ---------------- | ---------------- | ---------------- | ---------------- |
|                  | Clowe Cheechoo   |                  | Lidström         |                  |
|                  |                  |                  |                  |                  |
|                  |                  |                  |                  |                  |
|                  |                  |                  |                  |                  |

| 2 mai | Sharks de San José | 2-3 (pr) | Red Wings de Détroit |  |

| Feuille de match | Feuille de match | Feuille de match | Feuille de match         | Feuille de match |
| ---------------- | ---------------- | ---------------- | ------------------------ | ---------------- |
|                  | Cheechoo Goc     |                  | Holmström Lang Schneider |                  |
|                  |                  |                  |                          |                  |
|                  |                  |                  |                          |                  |
|                  |                  |                  |                          |                  |

| 5 mai | Red Wings de Détroit | 4-1 | Sharks de San José |  |

| Feuille de match | Feuille de match                         | Feuille de match | Feuille de match | Feuille de match |
| ---------------- | ---------------------------------------- | ---------------- | ---------------- | ---------------- |
|                  | Zetterberg Datsiouk Samuelsson Holmström |                  | Goc              |                  |
|                  |                                          |                  |                  |                  |
|                  |                                          |                  |                  |                  |
|                  |                                          |                  |                  |                  |

| 7 mai | Sharks de San José | 0-2 | Red Wings de Détroit |  |

| Feuille de match | Feuille de match | Feuille de match | Feuille de match      | Feuille de match |
| ---------------- | ---------------- | ---------------- | --------------------- | ---------------- |
|                  |                  | 0-1 0-2          | Samuelsson Samuelsson |                  |
|                  | Gardiens         | Hašek            |                       |                  |
|                  |                  |                  |                       |                  |
|                  |                  |                  |                       |                  |

### Anaheim contre Vancouver
| 25 avril | Ducks d'Anaheim | 5-1 (3-1, 0-0, 2-0) | Canucks de Vancouver | Honda Center 17 250 spectateurs |

| Feuille de match | Feuille de match | Feuille de match                           | Feuille de match    | Feuille de match                                                          |
| ---------------- | --- | ------------------------------------------ | ------------------- | ------------------------------------------------------------------------- |
|                  | - McDonald (Kunitz, Pronger) — 9 min 24 s (SN) Selänne (McDonald, Kunitz) — 14 min 56 s McDonald (Selänne) — 19 min 11 s Getzlaf (Penner, Perry) — 49 min 5 s McDonald (Huskins, Getzlaf) — 59 min 8 s (SN) | 0-1 1-1 2-1 3-1 4-1 5-1                    | Cowan — 7 min 7 s - | Arbitrage : Dan O'Halloran, Don VanMassenhoven Shane Heyer, Brad Kovachik |
| Giguère          | Gardiens | Luongo (49 min 5 s) Sabourin (10 min 55 s) |                     | Arbitrage : Dan O'Halloran, Don VanMassenhoven Shane Heyer, Brad Kovachik |
| 16 min           | Pénalités | 20 min                                     |                     | Arbitrage : Dan O'Halloran, Don VanMassenhoven Shane Heyer, Brad Kovachik |
| 37               | Tirs | 27                                         |                     | Arbitrage : Dan O'Halloran, Don VanMassenhoven Shane Heyer, Brad Kovachik |

| 27 avril | Ducks d'Anaheim | 1-2 (2 pr) (0-0, 1-1, 0-0, 0-0, 0-1) | Canucks de Vancouver | Honda Center 17 392 spectateurs |

| Feuille de match | Feuille de match                          | Feuille de match | Feuille de match                                     | Feuille de match                                                |
| ---------------- | ----------------------------------------- | ---------------- | ---------------------------------------------------- | --------------------------------------------------------------- |
|                  | - Moen (Selänne, Påhlsson) — 31 min 1 s - | 0-1 1-1 1-2      | Näslund — 26 min 30 s - Cowan (Linden) — 87 min 49 s | Arbitrage : Kevin Pollock, Rob Shick Shane Heyer, Brad Kovachik |
| Giguère          | Gardiens                                  | Luongo           |                                                      | Arbitrage : Kevin Pollock, Rob Shick Shane Heyer, Brad Kovachik |
| 18 min           | Pénalités                                 | 14 min           |                                                      | Arbitrage : Kevin Pollock, Rob Shick Shane Heyer, Brad Kovachik |
| 49               | Tirs                                      | 44               |                                                      | Arbitrage : Kevin Pollock, Rob Shick Shane Heyer, Brad Kovachik |

| 29 avril | Canucks de Vancouver | 2-3 (1-1, 1-1, 0-1) | Ducks d'Anaheim | General Motors Place 18 630 spectateurs |

| Feuille de match | Feuille de match                                                                             | Feuille de match    | Feuille de match | Feuille de match |
| ---------------- | -------------------------------------------------------------------------------------------- | ------------------- | --- | ---------------- |
|                  | - Näslund (Öhlund, Morrison) — 19 min 12 s (SN) - D. Sedin (Pyatt, Krajíček) — 34 min 31 s - | 0-1 1-1 1-2 2-2 2-3 | Penner (Perry) — 3 min 8 s - Beauchemin (Kunitz, Pronger) — 29 min 45 s (SN) - Perry (Pronger, McDonald) — 47 min 51 s (SN) |                  |
| Luongo           | Gardiens                                                                                     | Giguère             | |                  |
| 18 min           | Pénalités                                                                                    | 12 min              | |                  |
| 26               | Tirs                                                                                         | 24                  | |                  |

| 1er mai | Canucks de Vancouver | 2-3 (pr) (1-0, 1-0, 0-2, 1-0) | Ducks d'Anaheim | General Motors Place 18 630 spectateurs |

| Feuille de match | Feuille de match                                                                   | Feuille de match    | Feuille de match | Feuille de match                                                |
| ---------------- | ---------------------------------------------------------------------------------- | ------------------- | --- | --------------------------------------------------------------- |
|                  | Näslund (Öhlund, Linden) — 12 min 55 s Morrison (D. Sedin, Öhlund) — 37 min 31 s - | 1-0 2-0 2-1 2-2 3-2 | - Pronger (Påhlsson, May) — 43 min 58 s Selänne (Pronger, Kunitz) — 54 min 18 s Moen (Påhlsson, S. Niedermayer) — 62 min 7 s | Arbitrage : Paul Devorski, Dennis LaRue Mike Cvik, Brian Murphy |
| Luongo           | Gardiens                                                                           | Giguère             | | Arbitrage : Paul Devorski, Dennis LaRue Mike Cvik, Brian Murphy |
| 16 min           | Pénalités                                                                          | 8 min               | | Arbitrage : Paul Devorski, Dennis LaRue Mike Cvik, Brian Murphy |
| 26               | Tirs                                                                               | 30                  | | Arbitrage : Paul Devorski, Dennis LaRue Mike Cvik, Brian Murphy |

| 3 mai | Ducks d'Anaheim | 2-1 (2 pr) (0-0, 1-0, 0-1, 0-0, 1-0) | Canucks de Vancouver | Honda Center 17 407 spectateurs |

| Feuille de match | Feuille de match                                                             | Feuille de match                           | Feuille de match                       | Feuille de match                                                       |
| ---------------- | ---------------------------------------------------------------------------- | ------------------------------------------ | -------------------------------------- | ---------------------------------------------------------------------- |
|                  | Påhlsson (Moen, R. Niedermayer) — 20 min 14 s - S. Niedermayer — 84 min 30 s | 1-0 1-1 2-1                                | - Burrows (Green, Reid) — 51 min 3 s - | Arbitrage : Dave Jackson, Bill McCreary Greg Devorski, Brad Lazarowich |
| Giguère          | Gardiens                                                                     | Luongo (80 min 56 s) Sabourin (3 min 24 s) |                                        | Arbitrage : Dave Jackson, Bill McCreary Greg Devorski, Brad Lazarowich |
| 12 min           | Pénalités                                                                    | 14 min                                     |                                        | Arbitrage : Dave Jackson, Bill McCreary Greg Devorski, Brad Lazarowich |
| 63               | Tirs                                                                         | 27                                         |                                        | Arbitrage : Dave Jackson, Bill McCreary Greg Devorski, Brad Lazarowich |

## Finales d'Associations

### Association de l'Est
| 10 mai | Sabres de Buffalo | 2-5 | Sénateurs d'Ottawa |  |

| Feuille de match | Feuille de match   | Feuille de match | Feuille de match                            | Feuille de match |
| ---------------- | ------------------ | ---------------- | ------------------------------------------- | ---------------- |
|                  | Afinoguenov Lydman |                  | Fisher Alfredsson Saprykine Spezza McAmmond |                  |
|                  |                    |                  |                                             |                  |
|                  |                    |                  |                                             |                  |
|                  |                    |                  |                                             |                  |

| 12 mai | Sabres de Buffalo | 3-4 (2 pr) | Sénateurs d'Ottawa |  |

| Feuille de match | Feuille de match   | Feuille de match | Feuille de match               | Feuille de match |
| ---------------- | ------------------ | ---------------- | ------------------------------ | ---------------- |
|                  | Vanek Hecht Brière |                  | Alfredsson Fisher Redden Corvo |                  |
|                  |                    |                  |                                |                  |
|                  |                    |                  |                                |                  |
|                  |                    |                  |                                |                  |

| 14 mai | Sénateurs d'Ottawa | 1-0 | Sabres de Buffalo |  |

| Feuille de match | Feuille de match | Feuille de match | Feuille de match | Feuille de match |
| ---------------- | ---------------- | ---------------- | ---------------- | ---------------- |
|                  | Alfredsson       |                  |                  |                  |
| Emery            | Gardiens         |                  |                  |                  |
|                  |                  |                  |                  |                  |
|                  |                  |                  |                  |                  |

| 16 mai | Sénateurs d'Ottawa | 2-3 | Sabres de Buffalo |  |

| Feuille de match | Feuille de match  | Feuille de match | Feuille de match      | Feuille de match |
| ---------------- | ----------------- | ---------------- | --------------------- | ---------------- |
|                  | McAmmond Schaefer |                  | Roy Afinoguenov Drury |                  |
|                  |                   |                  |                       |                  |
|                  |                   |                  |                       |                  |
|                  |                   |                  |                       |                  |

| 19 mai | Sabres de Buffalo | 2-3 (pr) | Sénateurs d'Ottawa |  |

| Feuille de match | Feuille de match  | Feuille de match | Feuille de match               | Feuille de match |
| ---------------- | ----------------- | ---------------- | ------------------------------ | ---------------- |
|                  | Hecht Afinoguenov |                  | Dany Heatley Spezza Alfredsson |                  |
|                  |                   |                  |                                |                  |
|                  |                   |                  |                                |                  |
|                  |                   |                  |                                |                  |

### Association de l'Ouest
| 11 mai | Red Wings de Détroit | 2-1 (1-0, 0-0, 1-1) | Ducks d'Anaheim | Joe Louis Arena 19 939 spectateurs |

| Feuille de match | Feuille de match                                                                                       | Feuille de match | Feuille de match                                   | Feuille de match                                                     |
| ---------------- | --- | ---------------- | -------------------------------------------------- | -------------------------------------------------------------------- |
|                  | Zetterberg (Lidström, Datsiouk) — 3 min 44 s (SN) - Holmström (Lidström, Samuelsson) — 55 min 6 s (SN) | 1-0 1-1 2-1      | - Kunitz (Getzlaf, S. Niedermayer) — 41 min 34 s - | Arbitrage : Paul Devorski, Don Koharski Scott Driscoll, Jay Sharrers |
| Hašek            | Gardiens                                                                                               | Giguère          |                                                    | Arbitrage : Paul Devorski, Don Koharski Scott Driscoll, Jay Sharrers |
| 25 min           | Pénalités                                                                                              | 19 min           |                                                    | Arbitrage : Paul Devorski, Don Koharski Scott Driscoll, Jay Sharrers |
| 19               | Tirs                                                                                                   | 32               |                                                    | Arbitrage : Paul Devorski, Don Koharski Scott Driscoll, Jay Sharrers |

| 13 mai | Red Wings de Détroit | 3-4 (pr) (0-1, 2-1, 1-1, 0-1) | Ducks d'Anaheim | Joe Louis Arena 19 620 spectateurs |

| Feuille de match | Feuille de match | Feuille de match            | Feuille de match | Feuille de match                                            |
| ---------------- | --- | --------------------------- | --- | ----------------------------------------------------------- |
|                  | - Maltby (Lidström, Cleary) — 30 min 34 s (IN) - Lidström (Cleary, Lang) — 36 min 7 s (SN) Datsiouk (Lang, Zetterberg) — 41 min 3 s (SN) - | 0-1 1-1 1-2 2-2 3-2 3-3 3-4 | R. Niedermayer (Getzlaf, Perry) — 17 min 4 s - McDonald (Perry, Pronger) — 31 min 40 s - Moen (Påhlsson) — 45 min 6 s S. Niedermayer (R. Niedermayer, Påhlsson) — 74 min 17 s | Arbitrage : Kevin Pollock, Rob Shick Mike Cvik, Shane Heyer |
| Hašek            | Gardiens | Giguère                     | | Arbitrage : Kevin Pollock, Rob Shick Mike Cvik, Shane Heyer |
| 14 min           | Pénalités | 18 min                      | | Arbitrage : Kevin Pollock, Rob Shick Mike Cvik, Shane Heyer |
| 27               | Tirs | 33                          | | Arbitrage : Kevin Pollock, Rob Shick Mike Cvik, Shane Heyer |

| 15 mai | Ducks d'Anaheim | 0-5 (0-2, 0-2, 0-1) | Red Wings de Détroit | Honda Center 17 358 spectateurs |

| Feuille de match | Feuille de match | Feuille de match                              | Feuille de match | Feuille de match                                                 |
| ---------------- | ---------------- | --------------------------------------------- | --- | ---------------------------------------------------------------- |
|                  | -                | 0-1 0-2 0-3 0-4 0-5                           | Franzén (Samuelsson, Zetterberg) — 11 min 9 s Holmström (Zetterberg, Lidström) — 19 min 17 s (SN) Bertuzzi (Cleary, Lang) — 23 min 17 s Holmström (Filppula, Datsiouk) — 23 min 34 s Filppula (Holmström, Lidström) — 50 min 58 s | Arbitrage : Bill McCreary, Brad Watson Greg Devorski, Jean Morin |
| Hašek            | Gardiens         | Giguère (23 min 17 s) Bryzgalov (36 min 43 s) | | Arbitrage : Bill McCreary, Brad Watson Greg Devorski, Jean Morin |
| 31 min           | Pénalités        | 12 min                                        | | Arbitrage : Bill McCreary, Brad Watson Greg Devorski, Jean Morin |
| 29               | Tirs             | 28                                            | | Arbitrage : Bill McCreary, Brad Watson Greg Devorski, Jean Morin |

| 17 mai | Ducks d'Anaheim | 5-3 (3-1, 0-2, 2-0) | Red Wings de Détroit | Honda Center 17 375 spectateurs |

| Feuille de match | Feuille de match | Feuille de match                | Feuille de match | Feuille de match                                                           |
| ---------------- | --- | ------------------------------- | --- | -------------------------------------------------------------------------- |
|                  | Perry — 1 min 37 s - Jackman (Getzlaf, Selänne) — 11 min 46 s (SN) Selänne (Marchant, Beauchemin) — 18 min 31 s - Getzlaf (Selänne, Beauchemin) — 45 min 24 s (SN) R. Niedermayer (Moen, S. Niedermayer) — 58 min 52 s | 1-0 1-1 2-1 3-1 3-2 3-3 4-3 5-3 | - Cleary (Chelios) — 3 min 29 s - Bertuzzi (Lang, Cleary) — 27 min 48 s (SN) Cleary (Bertuzzi, Samuelsson) — 35 min 36 s (SN) - | Arbitrage : Dan O'Halloran, Don VanMassenhoven Derek Amell, Pierre Racicot |
| Hašek            | Gardiens | Giguère                         | | Arbitrage : Dan O'Halloran, Don VanMassenhoven Derek Amell, Pierre Racicot |
| 16 min           | Pénalités | 14 min                          | | Arbitrage : Dan O'Halloran, Don VanMassenhoven Derek Amell, Pierre Racicot |
| 23               | Tirs | 39                              | | Arbitrage : Dan O'Halloran, Don VanMassenhoven Derek Amell, Pierre Racicot |

| 20 mai | Red Wings de Détroit | 1-2 (pr) (0-0, 1-0, 0-1, 0-1) | Ducks d'Anaheim | Joe Louis Arena 20 003 spectateurs |

| Feuille de match | Feuille de match               | Feuille de match | Feuille de match                                                             | Feuille de match                                                     |
| ---------------- | ------------------------------ | ---------------- | ---------------------------------------------------------------------------- | -------------------------------------------------------------------- |
|                  | Lilja (Cleary) — 26 min 13 s - | 1-0 1-1 1-2      | - S. Niedermayer (Selänne, Pronger) — 59 min 12 s (SN) Selänne — 71 min 57 s | Arbitrage : Paul Devorski, Don Koharski Scott Driscoll, Jay Sharrers |
| Giguère          | Gardiens                       | Hašek            |                                                                              | Arbitrage : Paul Devorski, Don Koharski Scott Driscoll, Jay Sharrers |
| 12 min           | Pénalités                      | 16 min           |                                                                              | Arbitrage : Paul Devorski, Don Koharski Scott Driscoll, Jay Sharrers |
| 37               | Tirs                           | 26               |                                                                              | Arbitrage : Paul Devorski, Don Koharski Scott Driscoll, Jay Sharrers |

| 22 mai | Ducks d'Anaheim | 4-3 (1-0, 2-0, 1-3) | Red Wings de Détroit | Honda Center 17 380 spectateurs |

| Feuille de match | Feuille de match | Feuille de match            | Feuille de match | Feuille de match                                            |
| ---------------- | --- | --------------------------- | --- | ----------------------------------------------------------- |
|                  | R. Niedermayer (Pronger, O'Donnell) — 3 min 51 s (IN) Perry (Beauchemin, Getzlaf) — 29 min 52 s Getzlaf (Marchant, Selänne) — 38 min 33 s (SN) - Påhlsson (R. Niedermayer, Moen) — 45 min 54 s - | 1-0 2-0 3-0 3-1 4-1 4-2 4-3 | - Zetterberg (Chelios, Samuelsson) — 43 min 15 s - Datsiouk (Lidström, Samuelsson) — 50 min 8 s (SN) Datsiouk (Zetterberg, Samuelsson) — 56 min 56 s (SN) | Arbitrage : Kevin Pollock, Rob Shick Mike Cvik, Shane Heyer |
| Hašek            | Gardiens | Giguère                     | | Arbitrage : Kevin Pollock, Rob Shick Mike Cvik, Shane Heyer |
| 14 min           | Pénalités | 8 min                       | | Arbitrage : Kevin Pollock, Rob Shick Mike Cvik, Shane Heyer |
| 29               | Tirs | 29                          | | Arbitrage : Kevin Pollock, Rob Shick Mike Cvik, Shane Heyer |

## Finale de la Coupe Stanley
| 28 mai | Ducks d'Anaheim | 3-2 (1-1, 0-1, 2-0) | Sénateurs d'Ottawa | Honda Center 17 274 spectateurs |

| Feuille de match | Feuille de match | Feuille de match    | Feuille de match                                                                               | Feuille de match                                                  |
| ---------------- | --- | ------------------- | ---------------------------------------------------------------------------------------------- | ----------------------------------------------------------------- |
|                  | - McDonald (Selänne) — 10 min 55 s - Getzlaf (Perry, Jackman) — 45 min 44 s Moen (R. Niedermayer, S. Niedermayer) — 57 min 9 s | 0-1 1-1 1-2 2-2 3-2 | Fisher (Meszároš, Comrie) — 1 min 38 s (SN) - Redden (Alfredsson, Spezza) — 24 min 36 s (SN) - | Arbitrage : Paul Devorski, Dan O'Halloran Shane Heyer, Jean Morin |
| Giguère          | Gardiens | Emery               |                                                                                                | Arbitrage : Paul Devorski, Dan O'Halloran Shane Heyer, Jean Morin |
| 14 min           | Pénalités | 8 min               |                                                                                                | Arbitrage : Paul Devorski, Dan O'Halloran Shane Heyer, Jean Morin |
| 32               | Tirs | 20                  |                                                                                                | Arbitrage : Paul Devorski, Dan O'Halloran Shane Heyer, Jean Morin |

| 30 mai | Ducks d'Anaheim | 1-0 (0-0, 0-0, 1-0) | Sénateurs d'Ottawa | Honda Center 17 258 spectateurs |

| Feuille de match | Feuille de match       | Feuille de match | Feuille de match | Feuille de match                                                    |
| ---------------- | ---------------------- | ---------------- | ---------------- | ------------------------------------------------------------------- |
|                  | Påhlsson — 54 min 16 s | 1-0              |                  | Arbitrage : Bill McCreary, Brad Watson Scott Driscoll, Jay Sharrers |
| Giguère          | Gardiens               | Emery            |                  | Arbitrage : Bill McCreary, Brad Watson Scott Driscoll, Jay Sharrers |
| 8 min            | Pénalités              | 8 min            |                  | Arbitrage : Bill McCreary, Brad Watson Scott Driscoll, Jay Sharrers |
| 31               | Tirs                   | 16               |                  | Arbitrage : Bill McCreary, Brad Watson Scott Driscoll, Jay Sharrers |

| 2 juin | Sénateurs d'Ottawa | 5-3 (1-1, 3-2, 1-0) | Ducks d'Anaheim | Place Banque Scotia 20 500 spectateurs |

| Feuille de match | Feuille de match | Feuille de match                | Feuille de match | Feuille de match                                                  |
| ---------------- | --- | ------------------------------- | --- | ----------------------------------------------------------------- |
|                  | - Neil (Kelly, Meszároš) — 16 min 10 s - Fisher (Voltchenkov) — 25 min 47 s - Alfredsson (Redden, Corvo) — 36 min 14 s (SN) McAmmond (Saprykine, Schubert) — 38 min 34 s Voltchenkov (Vermette, Kelly) — 48 min 22 s | 0-1 1-1 1-2 2-2 2-3 3-3 4-3 5-3 | McDonald (Selänne) — 5 min 39 s (SN) - Perry (Penner, Getzlaf) — 25 min 20 s - Getzlaf (Penner, Perry) — 27 min 38 s - | Arbitrage : Paul Devorski, Dan O'Halloran Shane Heyer, Jean Morin |
| Emery            | Gardiens | Giguère                         | | Arbitrage : Paul Devorski, Dan O'Halloran Shane Heyer, Jean Morin |
| 16 min           | Pénalités | 24 min                          | | Arbitrage : Paul Devorski, Dan O'Halloran Shane Heyer, Jean Morin |
| 29               | Tirs | 22                              | | Arbitrage : Paul Devorski, Dan O'Halloran Shane Heyer, Jean Morin |

| 4 juin | Sénateurs d'Ottawa | 2-3 (1-0, 1-2, 0-1) | Ducks d'Anaheim | Place Banque Scotia 20 500 spectateurs |

| Feuille de match | Feuille de match                                                                      | Feuille de match    | Feuille de match | Feuille de match                                                    |
| ---------------- | ------------------------------------------------------------------------------------- | ------------------- | --- | ------------------------------------------------------------------- |
|                  | Alfredsson (Schaefer, Fisher) — 19 min 59 s (SN) - Heatley (Eaves, Spezza) — 38 min - | 1-0 1-1 1-2 2-2 2-3 | - McDonald (Marchant, Perry) — 30 min 6 s McDonald (R. Niedermayer, O'Donnell) — 31 min 6 s - Penner (Selänne, McDonald) — 44 min 7 s | Arbitrage : Bill McCreary, Brad Watson Scott Driscoll, Jay Sharrers |
| Emery            | Gardiens                                                                              | Giguère             | | Arbitrage : Bill McCreary, Brad Watson Scott Driscoll, Jay Sharrers |
| 10 min           | Pénalités                                                                             | 12 min              | | Arbitrage : Bill McCreary, Brad Watson Scott Driscoll, Jay Sharrers |
| 23               | Tirs                                                                                  | 21                  | | Arbitrage : Bill McCreary, Brad Watson Scott Driscoll, Jay Sharrers |

| 6 juin | Ducks d'Anaheim | 6-2 (2-0, 2-2, 2-0) | Sénateurs d'Ottawa | Honda Center 17 372 spectateurs |

| Feuille de match | Feuille de match | Feuille de match                | Feuille de match                                                                | Feuille de match                                                  |
| ---------------- | --- | ------------------------------- | ------------------------------------------------------------------------------- | ----------------------------------------------------------------- |
|                  | McDonald (Getzlaf, Pronger) — 3 min 41 s (SN) R. Niedermayer (Perry) — 17 min 41 s - Moen — 35 min 44 s - Beauchemin (McDonald) — 38 min 28 s (SN) Moen (S. Niedermayer, Påhlsson) — 44 min 1 s Perry — 57 min | 1-0 2-0 2-1 3-1 3-2 4-2 5-2 6-2 | - Alfredsson (Schaefer, Fisher) — 31 min 27 s - Alfredsson — 37 min 38 s (IN) - | Arbitrage : Paul Devorski, Dan O'Halloran Shane Heyer, Jean Morin |
| Giguère          | Gardiens | Emery                           |                                                                                 | Arbitrage : Paul Devorski, Dan O'Halloran Shane Heyer, Jean Morin |
| 6 min            | Pénalités | 12 min                          |                                                                                 | Arbitrage : Paul Devorski, Dan O'Halloran Shane Heyer, Jean Morin |
| 18               | Tirs | 13                              |                                                                                 | Arbitrage : Paul Devorski, Dan O'Halloran Shane Heyer, Jean Morin |

## Effectif champion
La liste ci-dessous présente l'ensemble des personnalités ayant le droit de faire partie de l'effectif officiel champion de la Coupe Stanley. Pour être listés parmi les vainqueurs de la coupe et avoir leur nom gravé sur celle-ci, les joueurs doivent avoir participé, avec l'équipe gagnante, au minimum à 41 des rencontres de la saison régulière ou une rencontre de la finale des éliminatoires. En plus des joueurs, des membres de la franchise ont également leur nom sur la Coupe. Au total, 47 membres des Ducks ont leur nom gravé sur la Coupe Stanley,.
- Gardiens de buts : Ilia Bryzgalov et Jean-Sébastien Giguère
- Défenseurs : Richard Jackman, Sean O'Donnell, François Beauchemin, Chris Pronger (A), Scott Niedermayer (C), Joe DiPenta et Kent Huskins
- Ailiers : Teemu Selänne, Corey Perry, Chris Kunitz, George Parros, Dustin Penner, Drew Miller, Brad May, Travis Moen, Rob Niedermayer (A), Shawn Thornton et Joe Motzko
- Centres : Ryan Getzlaf, Andy McDonald, Todd Marchant, Samuel Påhlsson, Ryan Shannon et Ryan Carter
- Membres de l'organisation : Henry Samueli, Susan Samueli, Michael Schulman, Brian Burke, Tim Ryan, Bob Wagner, Bob Murray, David McNab, Al Coates, Randy Carlyle, Dave Farrish, Newell Brown, François Allaire, Sean Skahan, Joe Trotta, Tim Clark, Mark O'Neill, John Allaway, James Partida, Rick Paterson, Alain Chainey